# هوگو سوتیل
هوگو آلهاندرو سوتیل یرن (به انگلیسی: Hugo Alejandro Sotil Yerén) (۱۸ مهٔ ۱۹۴۹ – ۳۰ دسامبر ۲۰۲۴) بازیکن فوتبال اهل پرو بود.
وی یکی از محبوب‌ترین بازیکنان فوتبال کشور پرو به حساب می‌آید. بیشتر شهرت او به واسطه دریبل‌ها و پاس‌های خوبش است.